# Тед Дібіасі молодший
Тед Дібіасі молодший (англ. Theodore Marvin «Ted» DiBiase, Jr., Теодор Марвін «Тед» Дібіасі молодший, нар. 8 листопада 1982) — колишній американський реслер і актор, який здобув популярність виступами у WWE. Син колишнього чемпіона WWE Теда Дібіасі старшого, що має прізвисько «Людина на мільйон доларів». Залишив WWE по закінченню контракту.

## Ранні роки
Займався спортом, зокрема футболом. Виступав за футбольну команду свого університету. Закінчив коледж в 2005 році зі ступенем бакалавра наук і бакалавра ділового адміністрування.

## Професійний реслінг (2006–2007)
ДіБіасі і його старший брат Майк ДіБіасі, професійно займався реслінгом з Крісом Янгбладом в Амарілло, Техас, перш, ніж починати тренуватися в Harley Race's Wrestling Academy. Брати Dibiase дебютували 8 липня 2006. 17 лютого 2007, вони виграли Fusion Pro командні пояси. На початку 2007 року ДіБіасі також гастролював в Японії у Pro Wrestling Noah.

## Florida Championship Wrestling(2007–2008)
В липні 2007 р., Дібіасі підписав контракт розвитку з World Wrestling Entertainment (WWE) і розпочав свій шлях в FCW. Дебютував 4 серпня в командному матчі, де він і Джейк Хагер перемогли Кейта Уокера і Хіта Міллера.

## WWE
У січні 2009 року вони об'єдналися з Ренді Ортоном в угрупування Спадщина. Після розвалу угруповання і першого бою на Реслманії його батько Тед Дібіасі старший дарує йому титул Чемпіона на мільйон доларів. Через деякий час Тед програє титул Голдасту, але в матчі-реванші повертає собі титул.
Дібіасі був заявлений як наставние одного з новачків у четвертому сезоні NXT. Ним став Бродус Клей. Але Бродус незабаром напав на свого наставника, і його новими наставниками стали Альберто Дель Ріо і Рікардо Родрігес. 26 квітня, Дібіасі був переведений з RAW на SmackDown, де виступає в команді зі своїм напарником Коді Роудсом проти Сін Кари й Денієла Браяана. Дібіасі намагався завоювати Інтерконтинентальне чемпіонство, але не зміг здолати чемпіона Ізекіля Джексона. Пізніше Тед допоміг Коді Роудсу стати інтерконтинентальним чемпіоном. Однак незабаром після цього програв у бою проти Ренді Ортона і був побитий Роудсом після бою. 13 вересня атакував Коді Роудса, розв'язавши з ним фьюд. На Ніч чемпіонів програв бій Коді Роудсу за титул інтерконтинентального чемпіона. Мав фьюд з Уніко. Після повернення на хаус-шоу, Дібіасі переміг Хоукінса.
26 серпня 2013 Тед Дібіасі офіційно заявив про те, що вирішив не продовжувати контракт з WWE. Таким чином, Тед покинув компанію за власним бажанням.

## В реслінгу
Фінішер
- Dream Crushe

Улюблені прийоми
- Multiple elbow drops
- Rebound clothesline
- Sitout spinebuster
- Snap scoop powerslam

Музичні теми
- «Priceless» від Jim Johnston

- «Priceless (remix)» by Jim Johnston

- «It's a New Day» від Adelitas Way

- «I Come from Money» від S-Preme

Зріст 190 см., вага 96 кг.

## Титули і нагороди
Florida Championship Wrestling
- FCW Southern Heavyweight Championship (1 раз)
- Fusion Pro Wrestling
- Fusion Pro Tag Team Championship (1 time) — with Mike DiBiase II

Pro Wrestling Illustrated
- PWI ставить його #34 з 500 найкращих реслерів у 2010

World Wrestling Entertainment
- Million Dollar Championship (1 раз)
- World Tag Team Championship (2 рази) — з Коді Роудсом